# Lolo Sy Ny Tariny
 (septembre 2024).
Il peut être nécessaire de l'améliorer pour respecter le principe de neutralité de point de vue. 

Lolo Sy Ny Tariny est un groupe de musique malgache connu pour son mélange de musique traditionnelle malgache et de sons acoustiques occidentaux. Le groupe a été créé au milieu des années 70 par Lolo SY (Angelo Rakotomanga). Ils ont créé un style vocal polyphonique accompagné de guitares acoustiques et électriques, de percussions et du valiha, une cithare traditionnelle malgache en bambou. Leur musique explore souvent les thèmes de l'amour, de la pauvreté et de la vie sociale. Lolo Sy Ny Tariny a acquis une reconnaissance internationale dans les années 1980, en se produisant aux côtés d'icônes de la musique africaine comme Youssou N'Dour et Francis Bebey, ou bien Mahaleo. Ils sont considérés parmi les fers de lance de la musique malgache à l'international, au côté de Mahaleo et Eusèbe Jaojoby.